# Gustav Knepper

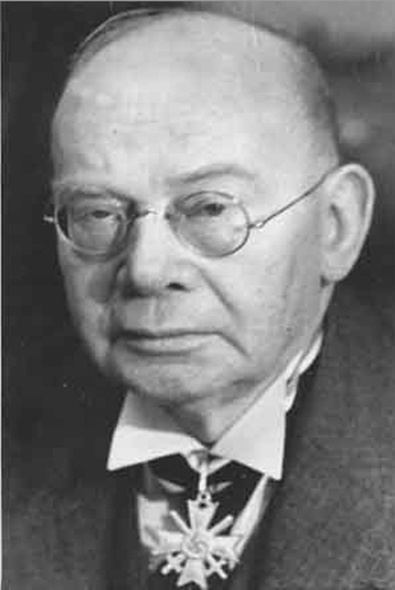
Gustav Knepper mit Kriegsverdienstkreuz

Gustav Knepper (* 25. März 1870 in Westherbede; † 19. Oktober 1951 in Essen-Bredeney) war ein deutscher Bergbau-Manager.

## Leben

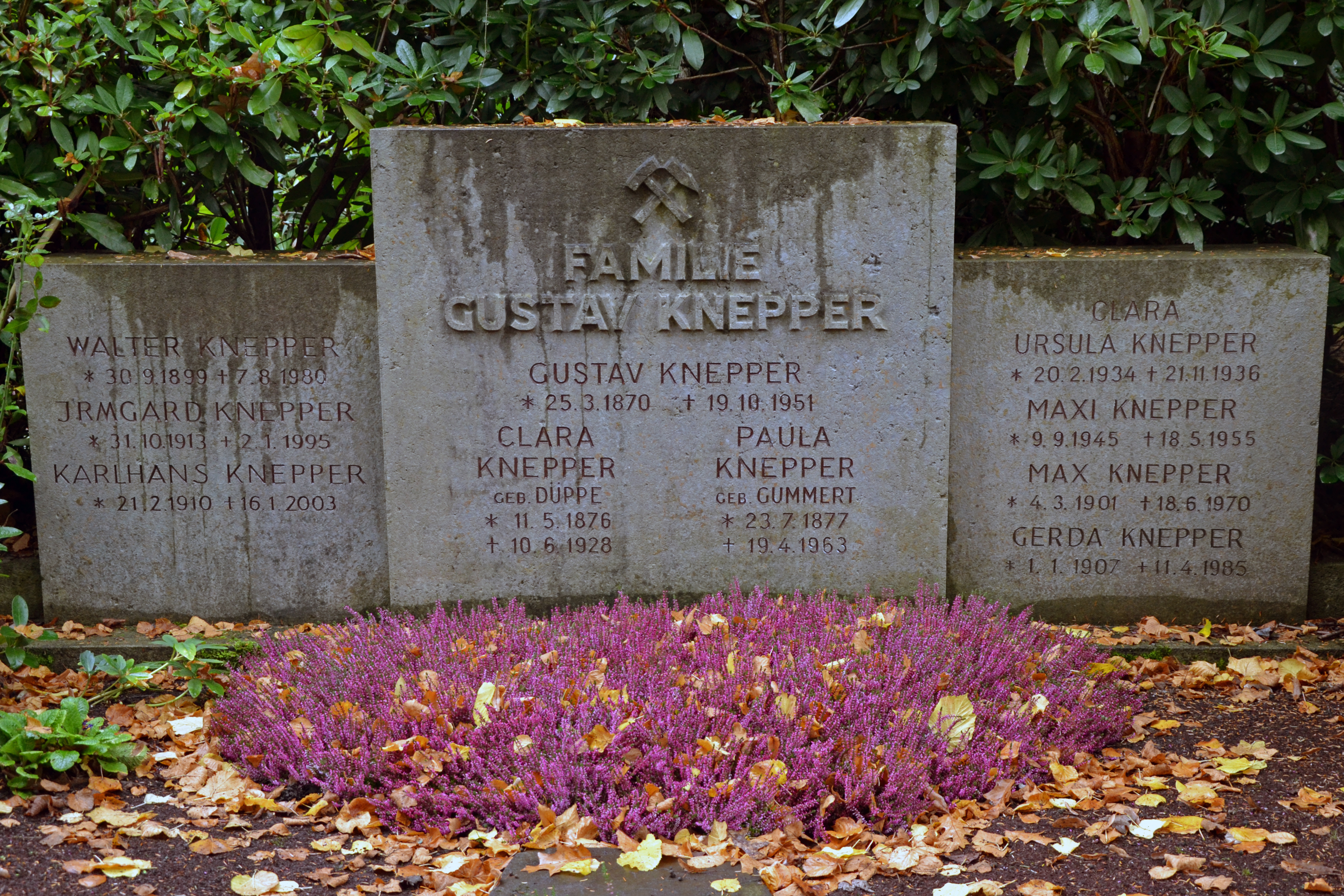
Familiengrab auf dem Friedhof Bredeney

Gustav Knepper wurde als Drittes von elf Kindern eines Steigers in Westherbede geboren und besuchte dort die Volksschule. Mit 14 Jahren begann er als Berglehrling auf der Zeche Blankenburg. 1894 besuchte er zunächst die Bergvorschule in Sprockhövel und noch im gleichen Jahr die Bergschule Bochum. In dieser Zeit arbeitete er auf der Zeche Vereinigte Präsident in Bochum zunächst als Hauer, dann als Hilfssteiger. Seine Abschlussprüfung auf der Bergschule schloss er 1897 mit sehr gut ab und wechselte 1899 zur Zeche Carl nach Altenessen, um dort als Reviersteiger zu arbeiten. Zwei Jahre später war er Obersteiger und stellvertretender Grubenverwalter auf der Zeche Steingatt in Burgaltendorf, wechselte dann zur Zeche Julius-Philipp in Bochum-Wiemelhausen, auf der er Betriebsführer wurde. Von 1928 bis 1946 war er Vorsitzender des Stromausschusses der späteren Gesellschaft für Stromwirtschaft. Ab dem 1. April 1903 war er Angestellter des Unternehmers Hugo Stinnes. 1905 leitete er die Reorganisation der Deutsch-Luxemburgischen Bergwerks- und Hütten-AG und wurde 1910 deren Vorstandsmitglied.
Nach der Gründung der Vereinigte Stahlwerke AG 1926 war er zunächst Leiter des Bergbaubereichs mit 41 Förderanlagen und rund 80.000 Beschäftigten.
Knepper war als dritter Stellvertreter von Albert Vögler zuständig für die „Kohlenseite“ der Vereinigten Stahlwerke und gehörte zu dessen privaten Jagdgefährten.
Zudem war Knepper stellvertretender Aufsichtsratsvorsitzender der Vereinigte Stahlwerke AG und der Gelsenkirchener Stahlwerke AG sowie Mitglied in den Aufsichtsräten mehrerer Montangesellschaften, darunter die Dortmunder Hoesch AG. Auch in unterschiedlichen Gemeinschaftsorganen des Ruhrbergbaus arbeitete er mit und übte eine führende Tätigkeit in der Wasserwirtschaft des Ruhrgebiets aus.
Knepper war Gründungsvorstand der Gesellschaft für Stromwirtschaft in der Ruhrtalstadt Mülheim, die bis zur Gründung der Energiebörsen Strom- und Gasverträge für industrielle Großabnehmer bündelte.
Er war Aufsichtsratsvorsitzender der Ruhrchemie und Verwaltungsratsmitglied des Kaiser-Wilhelm-Instituts für Kohlenforschung.
Walther Funk sagte im Nürnberger Prozess gegen die Hauptkriegsverbrecher aus, dass Knepper schon vor 1933 direkter Anhänger des Nationalsozialismus war. Im Dezember 1931 lud er Hans von Loewenstein zu Loewenstein zu einer Aussprache von Gregor Strasser mit Vertretern des Bergbaus in kleinem Kreise ein.

### Drittes Reich

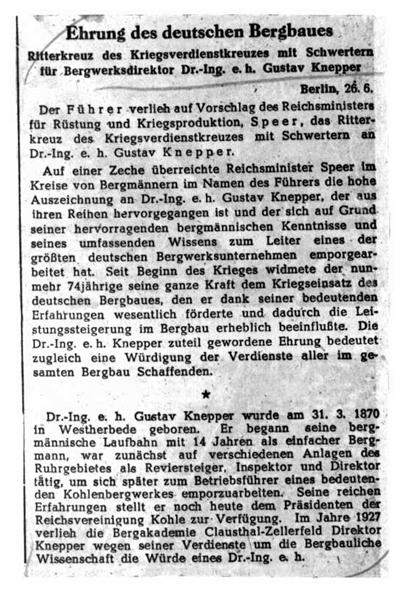
Der Artikel aus der Deutschen Allgemeinen Zeitung berichtet über die Verleihung des Kriegsverdienstkreuzes an Gustav Knepper.

Im Zuge einer Reorganisation der Vereinigten Stahlwerke wurden die Bergbaubetriebe zum 1. Januar 1934 als (neue) Gelsenkirchener Bergwerks-AG ausgegliedert, wobei Knepper bis zu seinem Eintritt in den Ruhestand 1942 als Vorstandsvorsitzender amtierte; sein Nachfolger wurde Otto Springorum.
Das Hydrierwerk Schwarzheide entstand 1935 maßgeblich durch seine Bemühungen.
In seiner Zeit als Vorstandsvorsitzender mussten Tausende Menschen für die Gelsenkirchener Bergwerks-AG Zwangsarbeit verrichten. In dieser Funktion erhielt Knepper 1944 das Kriegsverdienstkreuz (siehe Bild).
Nach Ende des Zweiten Weltkriegs wurde Knepper am 5. September 1945 von den Alliierten interniert, nach Aufenthalten in Recklinghausen, Staumühle und dem Zuchthaus Nenndorf kam er im August 1946 allerdings wieder frei und kehrte in sein ausgeplündertes Essener Heim zurück.
Gustav Knepper verstarb im Alter von 82 Jahren und wurde auf dem Friedhof Bredeney in Essen beigesetzt.

## Sonstiges
Auf Vorstoß vom Gelsenzentrum, einem gemeinnützigen Verein für regionale Kultur- und Zeitgeschichte, entschied sich die BP Gelsenkirchen die nach Knepper, Kirdorf und Vögler benannten Straßen umzubenennen. Unter anderem die Knepperstraße befand sich auf dem heutigen BP Werksgelände in Horst, früher Terrain der Gelsenberg-Benzin AG und Außenlager sowie Zwangsarbeiterlager des KZ Buchenwalds.

## Ehrungen
- Benennung der Schachtanlage Gustav der Zeche Adolf von Hansemann in Mengede
- Benennung des Kraftwerks Gustav Knepper in Mengede
- Benennung des Gustav-Knepper-Wegs in Witten und der Knepperstraße in Bochum
- Ehrendoktorwürde der Bergakademie Clausthal (1927)
- Ehrenbürgerwürde der Rheinischen Friedrich-Wilhelms-Universität Bonn